# 库韦廖
库韦廖（義大利語：Cuveglio），是意大利瓦雷泽省的一个市镇。总面积7平方公里，人口3435人，人口密度490.7人/平方公里（2009年）。国家统计（ISTAT）代码为012062。